# Larissa Bonfante
Larissa Bonfante (ur. 27 marca 1931 w Neapolu, zm. 23 sierpnia 2019 w Nowym Jorku) – profesor filologii klasycznej na Uniwersytecie Nowojorskim. Specjalizowała się w etruskologii. Córka i współpracowniczka Giuliano Bonfantego.

## Wykształcenie
- B.A. 1954 (sztuki piękne i filologia klasyczna), Barnard College
- M.A. 1957 (filologia klasyczna), Uniwersytet w Cincinnati
- Ph.D. 1966 (historia sztuki i archeologia), Uniwersytet Columbia